# Alexander Shulgin
Alexander "Sasha" Shulgin (Berkeley, California, 17 de junio de 1925 -Lafayette (California), 2 de junio de 2014) fue un farmacéutico, químico y promotor de drogas psicoactivas estadounidense con ascendencia rusa.
Shulgin se hizo conocido tras la popularización del MDMA a finales de los años 1970 y principios de los años 1980, especialmente por la psicofarmacología, en tratamientos de la depresión y estrés postraumático. En años posteriores, descubrió, sintetizados y bioensayados en más de 230 compuestos psicoactivos. 
En 1991 y 1997, él y su esposa Ann Shulgin, escribieron los libros PiHKAL y TiHKAL sobre los psicotrópicos. Shulgin descubrió muchas feniletilaminas notables como la familia 2C, de la que la 2C-E,  2C-T-2, 2C-T-7, 2C-I y 2C-B son las más conocidas. Además, Shulgin realizó un trabajo seminal describiendo la síntesis de compuestos basados en el compuesto orgánico triptamina.
En el año 2010 sufrió un accidente cerebrovascular del cual continuó su recuperación con la ayuda de su esposa, en medio de una campaña de donaciones para afrontar los problemas económicos ocasionados.

## Primeros años
Shulgin empezó a estudiar química orgánica con una beca de la Universidad de Harvard. A los 19 años, dejó los estudios y se enroló en la Marina de los Estados Unidos durante la Segunda Guerra Mundial, donde finalmente se interesó en la farmacología. Después de servir en la Marina, volvió a Berkeley (California) y en 1954, obtuvo su doctorado en Bioquímica por la Universidad de California en Berkeley. A finales de los años 1950, Shulgin completó su trabajo post-doctoral en los campos de la psiquiatría y la farmacología en la Universidad de California en San Francisco. Después de trabajar en Bio-Rad como director de investigación durante un breve periodo de tiempo, empezó a trabajar en la corporación Dow Chemical Company como investigador químico senior.
Fue en esta época en la que experimentó una serie de experiencias psicodélicas que le ayudaron a dar forma a sus posteriores objetivos e investigaciones, empezando con una experiencia con la mescalina.

Primero exploré la mescalina a finales de los años 1950, 350-400 miligramos. Aprendí que había un gran potencial dentro de mi.
Alexander Shulgin

Posteriormente escribiría que todo lo que vio y pensó fue que "había sido traído por una fracción de gramo de una blanca y sólida, pero que de ninguna manera nada podría argumentarse de que estas memorias habían sido contenidas dentro del blanco sólido... Comprendí que nuestro Universo entero está contenido en la mente y en el espíritu. Podemos elegir no tener acceso a él, podemos incluso negar su existencia, pero está dentro de nosotros y hay sustancias químicas que pueden catalizar su disponibilidad."
Las actividades profesionales de Shulgin continuaron en la dirección de la psicofarmacología, promovido por sus experiencias personales con psicodélicos, pero pudo hacer poca investigación independiente. Su oportunidad para investigaciones posteriores llegó con su desarrollo del Zectran, el primer pesticida biodegradable y un producto altamente rentable. La Dow Chemical Company, a cambio de una patente tan valiosa, dio a Shulgin una gran libertad en su investigación. Durante este tiempo, patentó medicamentos que el creó utilizando el nombre de Dow y publicó hallazgos en otras revistas como Nature y Journal of Organic Chemistry. Finalmente, Dow Chemical le pidió que nunca más utilizara su nombre en sus publicaciones.
En 1965, Shulgin dejó Dow para perseguir sus propios intereses y se convirtió en consultor privado, también frecuentemente impartía clases en las universidades locales y en el Hospital General de San Francisco. A través de su amigo Bob Sager, director de los laboratorios occidentales de la DEA de EE. UU., Shulgin formalizó una relación con la DEA y empezó a realizar seminarios de farmacología para los agentes, proporcionando a la DEA muestras de varios compuestos y ocasionalmente sirviendo en calidad de experto como testigo en juicios. También fue autor de un definitivo libro de referencia para la aplicación de la ley sobre substancias controladas y recibió varios premios de la DEA.

## Investigación independiente
Para llevar a cabo el trabajo de consultoría con la DEA, Shulgin obtuvo una licencia Planificación I de la DEA para un laboratorio de análisis, que le permitió poseer y sintetizar de otra forma drogas ilícitas. Shulgin estableció un laboratorio de síntesis química en un pequeño edificio detrás de su casa, que le dio una gran cantidad de autonomía en su carrera. Shulgin utilizó esta libertad para sintetizar y probar los efectos de los psicotrópicos.
En 1967, Shulgin fue introducido al MDMA (éxtasis) por Merrie Kleinman, una estudiante graduada del grupo de química médica a la que él recomendó para la Universidad Estatal de San Francisco. El MDMA había sido sintetizado y patentado por Merck en 1912 como subproducto de otra síntesis, pero fue considerado inservible y nunca fue explorado. Shulgin siguió desarrollando un nuevo método de síntesis y en 1976, introdujo la química a Leo Zeff, un psicólogo de Oakland (California). Zeff utilizó la substancia en su práctica en pequeñas dosis como ayuda para su terapia. Zeff introdujo la substancia a cientos de psicólogos a lo largo del país, incluyendo a Ann Shulgin, a  quien  Alexander Shulgin conoció en 1979 y  con quien se casó en 1981.
Después de auto-experimentos sensatos, Shulgin reclutó a un pequeño grupo de amigos con quien regularmente probó sus creaciones. Desarrollaron una forma sistemática de clasificar los efectos de varias sustancias psicotrópicas, conocida como la Escala Shulgin, con un vocabulario para describir las sensaciones visuales, auditivas y físicas. Él probó personalmente cientos de sustancias psicotrópicas, principalmente análogas a varias fenetilaminas (familia que contiene MDMA, mescalina, 2C-B y otros de la familia 2C) y triptaminas (familia que contiene DMT y psilocibina). Hay aparentemente un número infinito de ligeras variaciones químicas, todas las cuales producen variaciones de efectos, algunos placenteros y otros desagradables, y todos ellos están meticulosamente registrados en los libros de Shulgin.
En 1994, dos años después de la publicación de PiHKAL, la DEA registró su laboratorio; encontrando problemas con su registro, la DEA dijo que Shulgin revocó su licencia por violar los términos de la licencia y fue multado con 25.000 dólares por posesión de muestras anónimas que le habían mandado para probarlas. En los 15 años precedentes a la publicación de PiHKAL, dos revisiones anunciadas y programadas fallaron al encontrar irregularidades. Richard Meyer, portavoz de la División de Campo de la DEA en San Francisco, ha declarado que, "Es nuestra opinión que estos libros son bien libros de cocina sobre cómo hacer sustancias psicotrópicas ilegales. Los agentes me dicen que en los laboratorios clandestinos que han registrado, han encontrado copias de estos libros," sugiriendo que la publicación PiHKAL y la finalización de la licencia de Shulgin estaban relacionadas.

### Libros
- Con Wendy Perry. La Planta Simple de Isoquinolinas. Berkeley: Transform Press, 2002. [ISBN 0-9630096-2-1]
- Con Ann Shulgin. "Un Nuevo Vocabulario". En Robert Forte (ed.), Enteogenos y el Futuro de la Religión, Berkeley: Congreso sobre Prácticas Espirituales, 1997. [ISBN 1-889725-01-3]
- Con Ann Shulgin. Tihkal: La Continuation. Berkeley: Transform Press, 1997. [ISBN 0-9630096-9-9]
- Con Ann Shulgin. Pihkal: Una Historia de Amor Químico. Berkeley: Transform Press, 1991. [ISBN 0-9630096-0-5]
- Substancias Controladas: Guía Química y Legal para las Leyes Federales de Drogas, Berkeley: Ronin Publishing, 1988. [ISBN 0-914171-50-X]
- "The Shulgin Index: Psychedelic Phenethylamines and Related Compounds", Berkeley: Transform Press, 2011 [ISBN 0-9630096-3-X]

### Otras publicaciones notables
- 1963. "Agentes psicotomiméticos relacionados con la mescalina". Experientia 19: 127. 19
- 1963. "Composición de la fracción de la miristicina del aceite de la nuez moscada". Nature 197: 379. 20
- 1963. "Relativo a la farmacología de la nuez moscada". Mind 1: 299-302. 23
- 1964. "3-metoxi-4.5-metilenedioxi anfetamina, un nuevo agente psicotomimético". Nature 201: 1120-1121. 29
- 1964. "Anfetaminas psicotomiméticas: metoxi 3,4-dialcoxianfetaminas". Experientia 20: 366. 30
- 1964. Con H. O. Kerlinger. "Aislamiento del metoxieugenol y la trans-isoelemicina del aceite de la nuez moscada". Naturwissenschaften 15: 360-361. 31
- 1965. "Síntesis de los trimetoxifenilpropenos". Can. J. Chem. 43: 3437-3440. 43
- 1966. "Posible implicación de la miristicina como substancia psicotrópica". Nature 210: 380-384. 45
- 1966. "Las seis trimetoxifenilisopropilaminas (trimetoxianfetaminas)". J. Med. Chem. 9: 445-446. 46
- 1966. con T. Sargent y C. Naranjo. "Papel del 3,4-dimetoxifenetilamina en la esquizofrenia". Nature 212: 1606-1607. 48
- 1967. con T. Sargent y C. Naranjo. "La química y la psicofarmacología de la nuez de macadamia y de varias fenilisopropilaminas relacionadas". En D. H. Efron [ed.]: Búsqueda etnofarmacológica para drogas psicoactivas. U. S. Dept. de H. E. W., Publicaciones de los Servicios de Salud Pública No. 1645. Pp. 202-214. Discusión: ibid. pp. 223-229. 49
- 1967. con T. Sargent. "Fenilisopropilaminas psicotrópicas derivadas del apiol y del dilapiol". Nature 215: 1494-1495. 50
- 1967. con Sargent, T. W., D. M. Israelstam, S. A. Landaw y N. N. Finley. "Una nota acerca del destino del grupo 4-metoxilo en 3,4-dimetoxifenetilamina (DMPEA)". Biochem. Biophys. Res. Commun. 29: 126-130. 52
- 1967. con Naranjo, C. y T. Sargent. "Evaluación de la 3,4-metilenedioxianfetamina (MDA) como adjunto a la psicoterapia". Med. Pharmacol. Exp. 17: 359-364. 53
- 1968. "Los homólogos etílicos de la 2,4,5-trimetoxifenilisopropilamina". J. Med. Chem. 11: 186-187. 54
- 1969. con T. Sargent y C. Naranjo. "Relaciones de actividades estructurales de psicotomiméticos de un anillo". Nature 221: 537-541. 57
- 1969. "Desarrollos recientes de la química del cannabis". J. Psyched. Drugs 2: 15-29. 58
- 1969. "Agentes psycotomiméticos relacionados con las catecolaminas". J. Psyched. Drugs 2(2): 12-26. 59
- 1970. "Química y relaciones de actividad estructural de los psicotomiméticos". En D. H. Efron [ed.]. "Drogas Psicotomiméticas". Raven Press, New York. Pp. 21-41. 60
- 1970. "El modo de acción de las drogas psicotomiméticas: algunas propiedades cualitativas de los psicotomiméticos". Neur. Res. Prog. Bull. 8: 72-78. 61
- 1970. "4-alquil-dialkoxi-alfa-metil-fenetilaminas y sus sales farmacológicamente aceptables". U. S. Patent 3,547,999, issued Dec. 15, 1970. 63
- 1971. con T. Sargent y C. Naranjo. "4-bromo-2,5-dimetoxifenilisopropilamina, una nueva anfetamina análoga centralmente activa". Pharmacology 5: 103-107. 64
- 1971. "Química y fuentes". En S. S. Epstein [ed]. "Drogas y abuso: su genética y otras amenazas no-psiquiátricas crónicas". MIT Press, Cambridge, Mass. Pp 3-26. 65
- 1971. "Estudios preliminares de la síntesis de análogos del nitrógeno de Delta1-THC". Acta Pharm. Suec. 8: 680-681. 66
- 1972. "Alucinógenos, estimulantes CNS y cannabis. En S. J. Mulé y H. Brill [eds.]: Aspectos químicos y biológicos de dependencia a drogas". CRC Press, Cleveland, Ohio. Pp. 163-175. 67
- 1973. "Requisitos etereospecíficos para alucinogénesis". J. Pharm. Pharmac. 25: 271-272. 68
- 1973. "Mescalina: química y farmacología de sus análogos". Lloydia 36: 46-58. 69
- 1973. "La pimienta narcótica - la química y la farmacología del Piper methysticum y de especies relacionadas". Bull. Narc. 25: 59-1974. "Le poivre stupéfiant - chemie et pharmacologie du Piper methysticum et des espéces apparentées". Bull. Stupéfiants 25: 61-77. 70
- 1973. con T. Sargent y C. Naranjo. "Farmacología animal y humana psicofarmacología de 3-metoxi-4,5-metilenedioxifenilisopropilamina (MMDA)". Farmacología 10: 12-18. 71
- 1974. con Kalbhen, D. A., T. Sargent, G. Braun, H. Stauffer, N. Kusubov y M. L. Nohr. "Farmacodinámica humana del psicodisléptico 4-bromo-2,5-dimetoxifenilisopropilamina equiquetada como [82]Br". IRCS (Int. Res. Comm. Sys.) 2: 1091. 73
- 1975. con Sargent, T., D. A. Kalbhen, H. Stauffer y N. Kusubov. "Un potencial nuevo agente explorador neuronal: 4-[77]Br-2,5-dimetoxifenilisopropilamina (4-Br-DPIA)". J. Nucl. Med. 16: 243-245. 74
- 1975. con M. F. Carter. "Fenetilaminas centralmente activas". Psychopharm. Commun. 1: 93-98. 75
- 1975. con Sargent, T., D. A. Kalbhen, G. Braun, H. Stauffer y N. Kusubov. "Farmacodinámica en vivo en humanos del psicodesléptico 4-Br-2,5-dimetoxifenilisopropilamine etiquetado como [82]Br o [77]Br". Neuropharmacology 14: 165-174. 76
- 1975. "La catálisis química de estados alterados de consciencia. Estados alterados de consciencia, puntos de vista actuales y problemas de investigación". El consejo de abuso de drogas, Washington, D. C. Pp. 123-134. 77
- 1975. "Utilización de drogas y legislación antidroga". The PharmChem Newsletter 4 (#8). 79
- 1975. con D. C. Dyer. "Fenilisopropilaminas psicotomiméticas . 5. 4-alquil-2,5-dimetoxifenilisopropilaminas". J. Med. Chem. 18: 1201-1204. 80
- 1975. con C. Helisten. "Diferenciación de PCP, TCP y un precursor contaminante PCC, por una capa de cromatografía delgada". Microgram 8: 171-172. 81
- 1975. con Helisten, C. "Detección de contaminación de 1-piperidinodidlohexanecarbonitrilo en preparaciones ilícitas de 1-(1-fenilciclohexil)piperidina y 1-(1-(2-tienil)ciclohexil)piperidina". J. Chrom. 117: 232-235. 82
- 1976. "Agentes psicotomiméticos". In M. Gordon [ed.] "Agentes psicofarmacológicos", Vol. 4. Academic Press, New York. Pp. 59-146. 83
- 1976. "Abuso del término 'anfetaminas'". Clin. Tox. 9: 351-352. 84
- 1976. "Perfiles de drogas psicodélicas. 1. DMT". J. Psychedelic Drugs 8: 167-168. 85
- 1976. "Perfiles de drogas psicodélicas. 2. TMA-2". J. Psychedelic Drugs 8: 169. 86
- 1976. con D. E. MacLean. "Síntesis ilícita de fenciclidina (PCP) y varios de sus análogos". Clin. Tox. 9: 553-560. 87
- 1976. con Nichols, D. E. "Análogos del azufre de aminas psicotomiméticas". J. Pharm. Sci. 65: 1554-1556. 89
- 1976. con Sargent, T. y N. Kusubov. "Medida cuantitativa de demetilación de [14]C-metoxilo etiquetado como DMPEA y TMA-2 en ratas". Psychopharm. Commun. 2: 199-206. 90
- 1976. con Standridge, R. T., H. G. Howell, J. A. Gylys, R. A. Partyka. "Fenilalquilaminas con utilidad psicoterapéutica potencial. 1. 2-amino-1-(2,5,-dimetoxi-4-metilfenil)butano". J. Med. Chem. 19: 1400-1404. 91
- 1976. "Perfiles de drogas psicodélicas. 3. MMDA". J. Psychedelic Drugs 8: 331. 92
- 1977. "Perfiles de drogas psicodélicas. 4. Harmalina". J. Psychedelic Drugs 9: 79-80. 93
- 1977. "Perfiles de drogas psicodélicas. 5. STP". J. Psychedelic Drugs 9: 171-172. 94
- 1977. con Nichols, D. E. y D. C. Dyer. "Caracter lipofílico direccional en una serie de derivados de la fenetilamina psicotomiméticos". Life Sciences 21: 569-576. 95
- 1977. con Jacob, P. III, G. Anderson III, C. K. Meshul y N. Castagnoli Jr. "Análogos del mononetiltio de 1-(2,4,5-trimetoxifenil)2-aminopropano". J. Med. Chem. 20: 1235-1239. 96